# Leonel Cameirinha
Leonel António Cameirinha ComMAI (Beja, 16 de Março de 1926 - Lisboa, 22 de Maio de 2016), foi um político e empresário português.

## Biografia

### Nascimento
Leonel António Cameirinha nasceu em 16 de Março de 1926, na cidade de Beja.

### Carreira profissional e política
Destacou-se como um dos maiores empresários no Alentejo, tendo sido talvez o mais importante na região nos últimos 50 anos. Foi responsável pela criação de várias empresas, tendo sido representante de várias marcas de automóveis, como a Peugeot, Renault ou Mercedes. Também investiu na hotelaria em Beja, tendo fundado a Residencial Cristina em meados da década de 1970, e nos anos 90 instalou o Melius, o primeiro hotel na cidade. Na transição para o Século XXI, tornou-se investidor na Sociedade Agrícola do Monte Novo e Figueirinha. Em 1998, comprou a Herdade da Figueirinha, uma vasta propriedade agrícola onde se destaca a produção de vinho e azeite. Foi o responsável pela fundação da estação de rádio PAX, em Beja. Também fez parte da direcção da Associação Comercial e do Núcleo Empresarial da Região de Beja.

### Falecimento
Leonel António Cameirinha faleceu em 22 Maio de 2016, aos 90 anos de idade, no Hospital da Luz, em Lisboa, onde estava internado há alguns dias. O velório foi em 23 de Maio, na Igreja do Carmo, em Beja, tendo o funeral sido no dia seguinte. Teve duas filhas, Lurdes e Cristina, e um filho, Leonel.

## Homenagens
Foi alvo de várias distinções ao longo da sua vida, incluindo da presidência da república e da autarquia de Beja. Em 9 de Junho de 2002, foi honrado com o grau de comendador da Ordem do Mérito Agrícola. Em 7 de Março de 2007, recebeu o prémio Inovação e Desenvolvimento da Universidade de Évora, em reconhecimento da sua carreira empresarial.
Em Julho de 2012, foi apresentada a obra Cameirinha - A Biografia, do jornalista António José Brito.